# Heliodiaptomus pulcher
Heliodiaptomus pulcher је животињска врста класе Crustacea која припада реду Calanoida.

## Угроженост
Ова врста се сматра рањивом у погледу угрожености врсте од изумирања.

## Распрострањење
Ареал врсте је ограничен на једну државу, Индију.

## Станиште
Станиште врсте су слатководна подручја.